# 2017 en gymnastique
| Années de la gymnastique : 2014 - 2015 - 2016 - 2017 - 2018 - 2019 - 2020    |
| Décennies de la gymnastique : 1980 - 1990 - 2000 - 2010 - 2020 - 2030 - 2040 |

Les faits marquants de l'année 2017 en gymnastique

## Principaux rendez-vous
coupes du monde : Coupe du monde de gymnastique artistique 2017 - Coupe du monde de gymnastique rythmique 2017